# 마리야 아바쿠모바
마리야 바실리예프나 아바쿠모바(러시아어: Мария Васильевна Абакумова, 1986년 1월 15일 ~ )는 러시아의 육상 선수이다. 아바쿠모바는 2011년 대구 세계 육상 선수권 대회에서 금메달을 획득했다. 2008년 올림픽에서 은메달을 획득했다. 2012년 하계 올림픽에서 10위에 머물렀다. 2013년 카잔 유니버시아드 대회에서 65.12m의 결과로 우승했고 그 해의 모스크바 세계 선수권 대회에서 65.09m로 3위를 했다.

## 인물 정보
아바쿠모바는 2007년 오사카 세계 선수권 대회에서 61.43m로 7위를 했다.
2008년 올림픽을 앞두고, 8월 2일에 이르쿠츠크에서 67.25m의 러시아 기록을 세웠다. 베이징 올림픽 결승전에서 70.78m의 거리로 창을 던졌다.
아바쿠모바는 2011년 대구 세계 선수권 대회에서 금메달을 획득했다.

## 참조
- (영어) 마리야 아바쿠모바 - 국제 육상 경기 연맹